# ユーコン準州の旗

ユーコン準州の旗

ユーコン準州の旗（Flag of Yukon）は、州の紋章がデザインされたカナダ・ユーコン準州の準州旗である。
緑・白・青の三色旗の中央に準州の紋章を配置。準州の紋章は1956年に制定されたもので、下から中世の金貨の模様があるユーコンの山々、水色の空に水運の川、その上にイングランドの国旗、小動物の毛皮を象徴する模様の小さい丸を中央に配置。最上部には雪山の上に立つハスキー犬をデザインしている。